# الخزانة العلمية الصبيحية
الخزانة العلمية الصبيحية هي إحدى المكتبات الرئيسية في مدينة سلا المغربية. تعتبر من أهم المكتبات الشخصية في البلاد.

## التاريخ

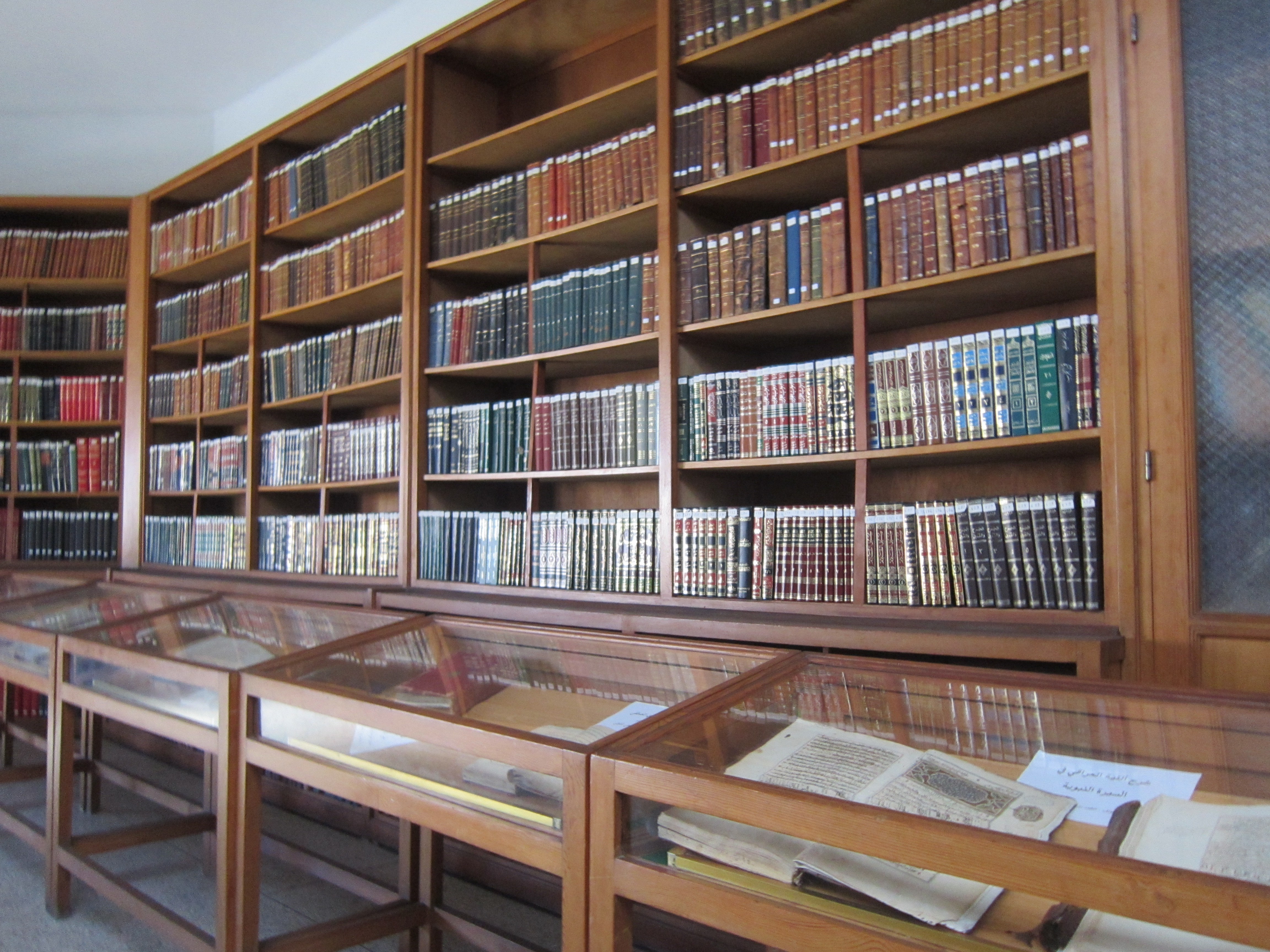
داخل المكتبة

تأسست الخزانة عام 1967 على يد الحاج محمد الصبيحي (1882-1969)، بتحبيس 4000 كتاب من مختلف الأجناس كانت بحوزته لطلبة العلم، كما قام إبنه الحاج عبد الله الصبيحي (1914-1995) أول مهندس فلاحة مغربي حصل على دكتوراه بفرنسا بمواصلة مجهود الأب وتكلف بتشييد البناية التي تحتضن المكتبة حاليا؛ وجعلها في خدمة الطلبة والباحثين من المغرب وخارج المغرب الذين يأتونها طلبا للعلم والإطلاع على ذخائرها التاريخية والحضارية ذات الأهمية البالغة في تاريخ المغرب، ومنه تاريخ سلا وتاريخ العالم العربي والإسلامي والإنساني عامة.
أراد المؤسسون في وصاياهم، أن تظل الخزانة مؤسسة خاصة غير ربحية مفتوحة للعامّة، بما في ذلك الطلاب والباحثين. توفر الخزانة مجموعة وثائقية تتكون من أرشيفات ومخطوطات باللغتين العربية والفرنسية. وتضمّ متحفا صغيرا يقدم مجموعة واسعة من أدوات الملاحة، والزخارف، وكتب السفن الحربية القديمة، والخرائط، والمحفوظات التاريخية في سلا. مُحافظ الخزانة هو المهندس الزراعي أحمد الصبيحي وشقيقه السياسي محمد الأمين الصبيحي. استضافت الخزانة عددا من المؤتمرات المفتوحة للأدباء والمؤرخين والفنانين.

## دار النشر

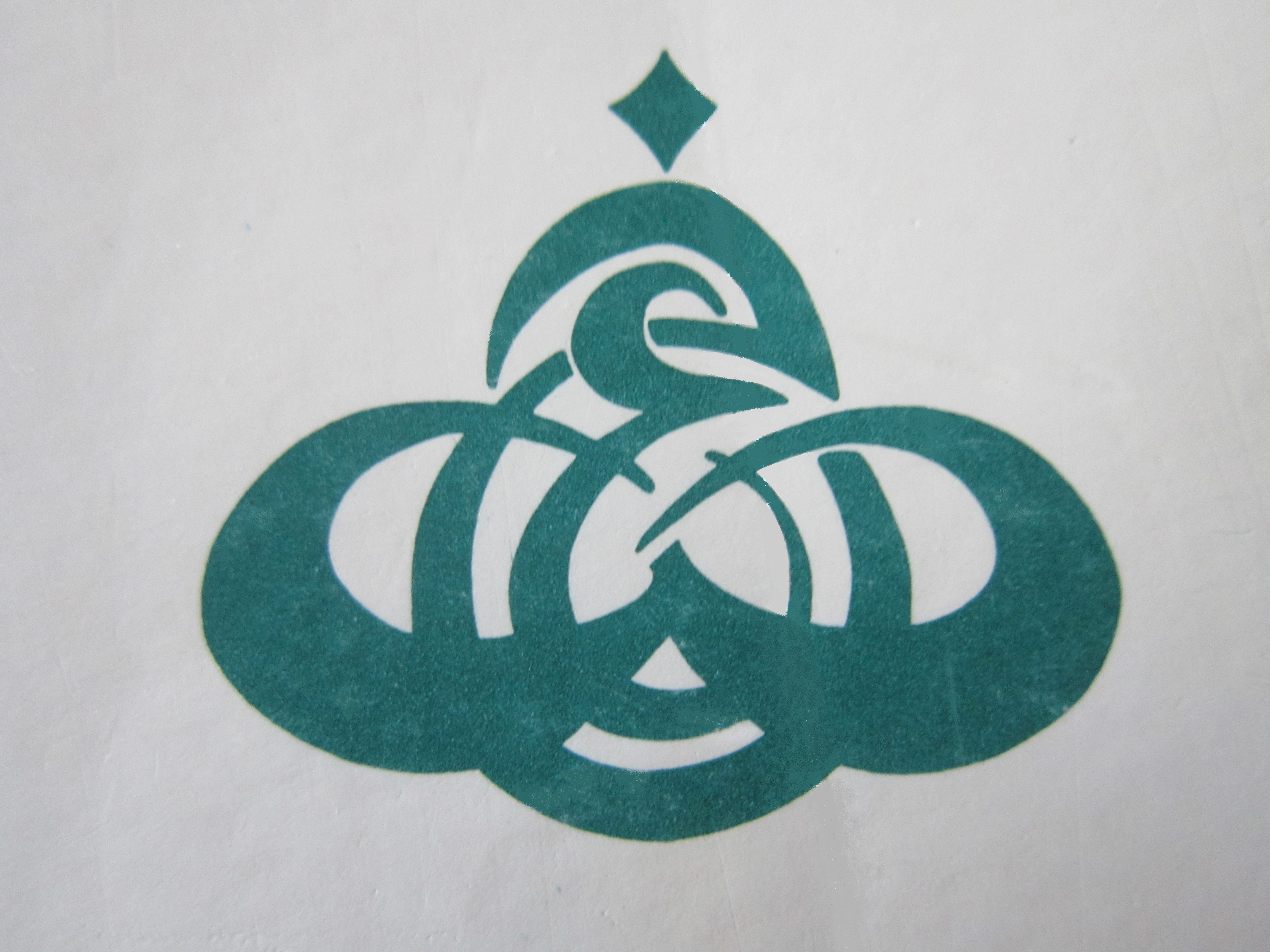
شعار طبعات الصبيحية

تحتوي الخزانة أيضًا على دار نشر خاصة بها؛ تضم ضمن منشوراتها فهرسًا كبيرًا للأعمال المتعلقة بمدينة سلا.

## المجموعات

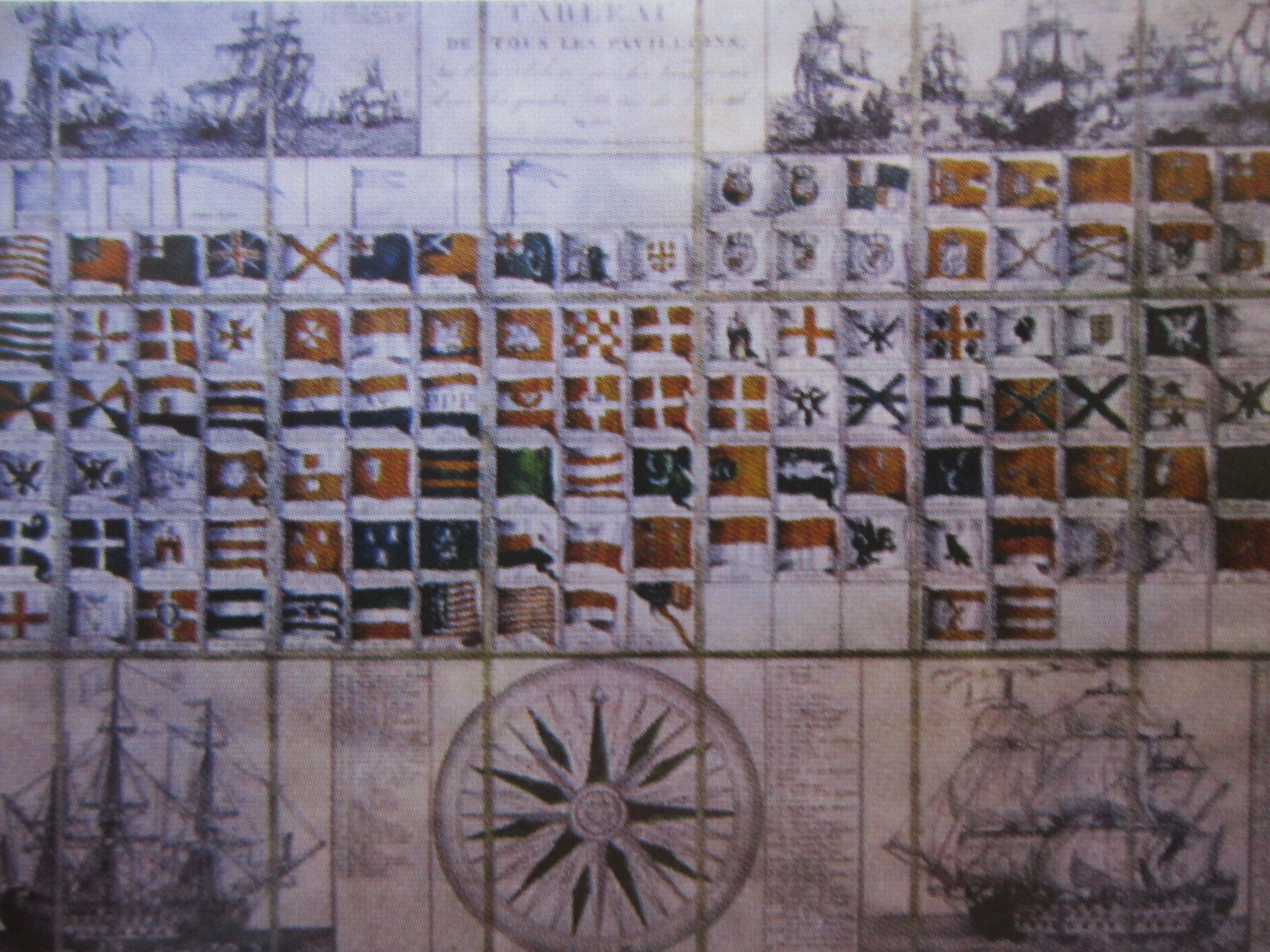
جدول لجميع الأعلام البحرية بما في ذلك سلا، سنة 1737 (مِلك الخزانة العلمية الصبيحية)
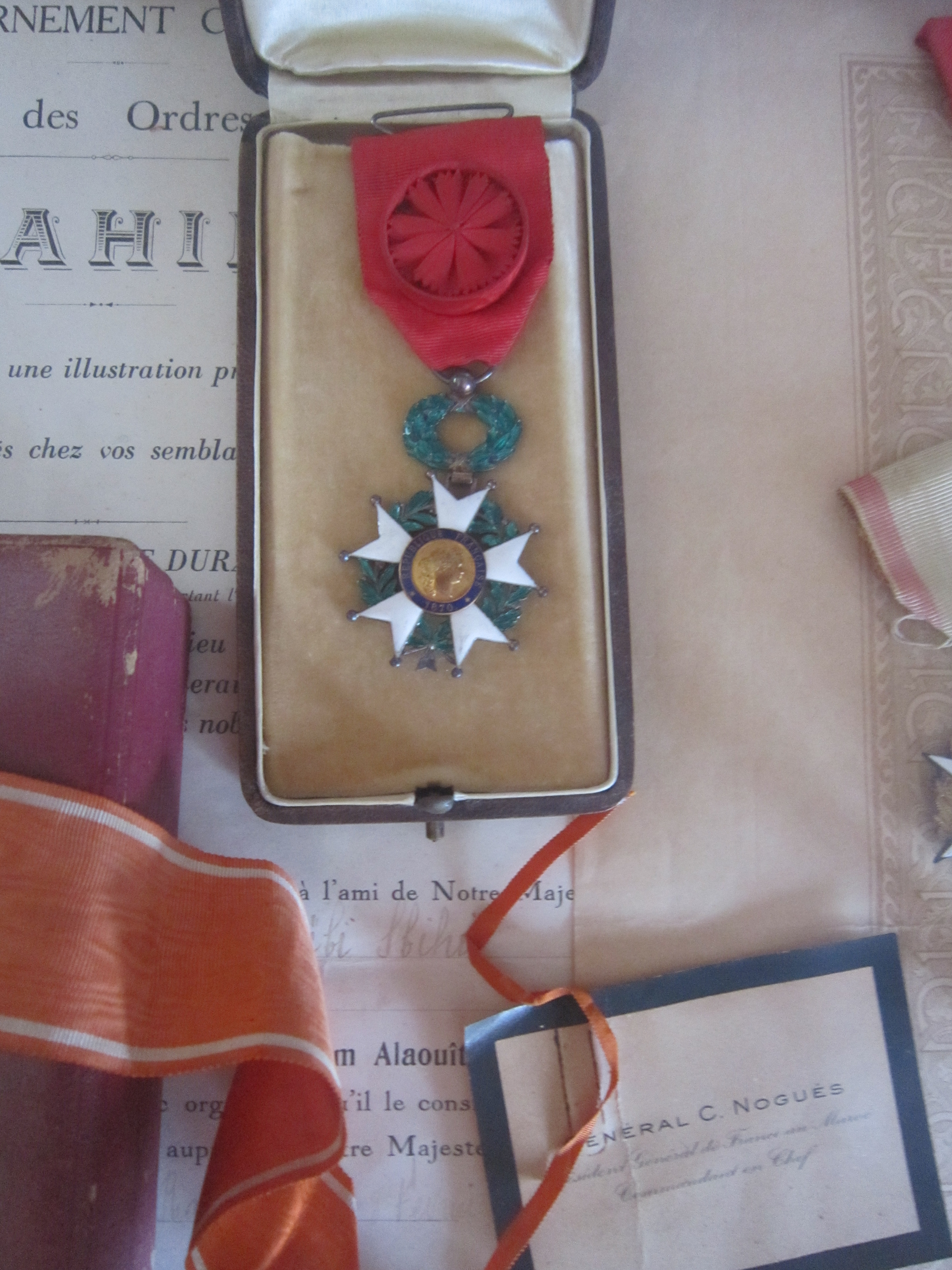
زخارف فرنسية (مِلك الخزانة العلمية الصبيحية)

## روابط خارجية
- فهرس الخزانة العلمية الصبيحية للمؤرخ محمد حجي